# Synagelides guiyang
Espèce
Synagelides guiyang est une espèce d'araignées aranéomorphes de la famille des Salticidae.

## Distribution
Cette espèce est endémique du Guizhou en Chine,. Elle se rencontre dans le district de Wudang.

## Description
La femelle holotype mesure 3,61 mm.

## Systématique et taxinomie
Cette espèce a été décrite par Ding et Yu en 2024.

## Étymologie
Son nom d'espèce lui a été donné en référence au lieu de sa découverte, Guiyang.

## Publication originale
- (en) Ding, Pan, Deng & Yu, « A survey of genus Synagelides (Araneae: Salticidae) from Guiyang, Guizhou, China, with description of a new species », Acta Arachnologica Sinica, 2024, vol. 33, no 2, p. 112-119.